# Clonazepam
El clonazepam és un fàrmac que pertany al grup de les benzodiazepines que actua sobre el sistema nerviós central. Té propietats ansiolítiques, antiepilèptiques, antiespasmòdiques, sedants, hipnòtiques i estabilitzadores de l'estat d'ànim. S'utilitza com antiepilèptic, és particularment útil en el tractament de crisi d'absència i absències atípiques, i altament efectiu en qualsevol desordre d'ansietat, encara que es recomana no estendre el seu ús a més de 30 dies. Té un fort efecte ansiolític i hipnòtic, també com a estabilitzador de l'estat d'ànim a curt termini, causa amnèsia anterògrada.
A Espanya està comercialitzat com EFG i Rivotril.
En dosis molt altes, o altes amb poca tolerància, causa una forta amnèsia que pot ser total a curt termini (depenent de la vida mitjana de la benzodiazepina sobredosificada), amb desinhibició conductual, provocant alta probabilitat d'accidents greus i activitats arriscades/inesperades. Encara que una sobredosi pot causar aquesta amnèsia per alguns dies, si es consumeix únicament benzodiazepina és gairebé impossible la mort per sobredosi, en cas d'usar-se amb altres drogues, el risc de mort per sobredosi és molt més considerable.
En dosis cròniques, altes i a llarg termini, causa deterioració cognitiva, (5mg. o més per dia, encara que qualsevol dosi causa deterioració cognitiva. Hi ha, comunament, dependents que superen els 6mg./dia.), és àmpliament usada en diferents parts del món com Amèrica del Nord (principalment Estats Units i Mèxic), gran part d'Europa com Espanya, i molts altres països, alguns d'ells són permissius i fins i tot es minimitza l'addicció crònica a pacients (per exemple, joves, adults de la tercera edat, o persones amb episodis considerats com a símptomes de malalties psiquiàtriques per diagnòstic a criteri del metge), es poden trobar múltiples experiències anecdòtiques i científiques de pacients, metges, entre d'altres, que indiquen la gran dificultat a deixar les dependències, mentre més altes, més difícil, la retirada total és perillosa per al pacient i fins i tot mortal, igual que l'alcohol i els barbitúrics (els quals igualment treballen bàsicament amb el sistema GABA), podria causar delirium tremens, convulsions, coma, problemes cardiovasculars i en els casos més greus la mort per retirada abrupta, la qual cosa depèn del temps i la dosi equivalent del fàrmac, que pot ser 20mg.=1-2mg. en diferents benzodiacepines respecte a la dosi administrada i l'efecte causat, complicant-se en casos de polidrogodependència.
És altament addictiu produeix alta tolerància, i una inevitable síndrome d'abstinència després del seu ús crònic en un curt-llarg termini, agreujat per l'ús i/o abús continu del medicament, si es deixa de prendre el medicament pot causar la mort en els casos més severs (vegeu síndrome d'abstinència de les benzodiazepines), per la qual cosa, generalment (hi ha alguns casos de tractaments perllongats o crònics, per episodis epilèptics o d'ansietat/pànic severs), s'administra per períodes breus, en molts països juntament amb antidepressius, per atenuar els seus primers efectes secundaris: donar benestar, tranquil·litat, calmar, en casos genera certa eufòria al pacient. El tractament, generalment serotoninèrgic, exerceix efectes neuroplàstics en el pacient. També s'ha utilitzat en casos d'urgència en pacients que pateixen trastorn bipolar o trastorn d'ansietat. Es recomana ser retirat en algun cas o substituït en alguna ocasió per una alternativa més segura perquè és molt addictiu.

## Mecanisme d'acció
Clonazepam és un agonista al·lostèric del receptor GABA, per tant, provoca un augment en l'activitat d'aquest neurotransmissor. A l'ésser el seu blanc farmacològic el receptor GABA ocasiona que en unir-se a aquest, s'obrin canals de membrana que augmentin l'entrada de l'ió clorur, la qual cosa comporta una hiperpolarizació. Això al seu torn, disminueix els potencials d'acció nerviosa.
El seu efecte ansiolític s'aconsegueix en inhibir la sinapsi en el sistema límbic (encarregat de controlar el comportament emocional).
El seu efecte relacionat amb el somni succeeix a causa que allarga la fase 2 del son no REM i disminueix la durada de la fase REM i del somni d'ones lentes.

## Farmacocinètica
S'absorbeix en el tracte gastrointestinal. La seva biodisponibilitat és del 90 %. La quantitat de proteïnes és del 85 %. L'eliminació del fàrmac és lenta, ja que els metabòlits actius poden romandre en la sang diversos dies i fins i tot setmanes, amb efectes persistents. S'absorbeix amb relativa lentitud, la seva biodisponibilitat és del 82-98 %, la seva concentració plasmàtica màxima és de 3-12 hores. El temps perquè aparegui l'acció després de l'administració oral és de 20-60 minuts amb una durada de 6-8 hores en nens i fins a 12 hores en els adults. El clonazepam és de vida mitjana intermèdia, fluctuant entre les 30 i les 40 hores. La seva unió a les proteïnes és alta; es metaboliza en el fetge (per la via del CP450 i CYP3A4) i s'excreta per via renal.
El clonazepam s'indica per al tractament de:
- trastorns d'ansietat (per exemple, la fòbia social) com ansiolític[3] i el trastorn de pànic,[4]
- trastorns del son com el somnambulisme,
- absències de tipus epilèptic (refractàries a les succinamides o a l'àcid valproic),
- crisis convulsives tonicoclòniques (generalment associades amb un altre anticonvulsiu),
- trastorn bipolar,
- síndrome d'abstinència alcohòlica.[5]

## Interaccions
S'han d'evitar quantitats excessives de te o cafè. L'ús d'aquest medicament afecta la capacitat per conduir i altres activitats, per la qual cosa es recomana no realitzar aquestes activitats durant el seu ús. L'ús d'alcohol potencia la sedació d'ambdós, causant un efecte sinèrgic i depressor altament perillós. L'ús amb estimulants del SNC pot ser útil en sobredosi, encara que no es recomana l'ús continuat pels alts potencials d'addicció i dependència.

## Contraindicacions
El clonazepam no ha d'utilitzar-se en pacients amb antecedents d'hipersensibilitat a les benzodiazepines, amb evidència clínica o bioquímica de malaltia hepàtica significativa ni amb insuficiència respiratòria greu. Es pot emprar en pacients amb glaucoma d'angle obert sotmesos a una teràpia adequada, però està contraindicat en el glaucoma agut d'angle estret.
No ingerir alcohol durant la seva administració. L'ús concomitant de clonazepam amb barbitúrics i anticonvulsionants, entre d'altres, està prohibit, ja que pot causar depressió respiratòria. Evitar durant el període de lactància i embaràs (categoria C).
Cal indicar al metge si es pren juntament amb omeprazol, ja que augmenta la vida mitjana de tots dos medicaments. La ingesta d'aranja pot afectar el metabolisme del clonazepam. La iniciació o suspensió brusca de l'administració de clonazepam en pacients amb epilèpsia o antecedents d'epilèpsia precipita una crisi convulsiva.

## Sobredosi
Els símptomes de la sobredosi del clonazepam, similars als causats per uns altres depressors del sistema nerviós central, inclouen somnolència, confusió, coma, nàusees, disminució dels reflexos, vida sexual necessàriament activa, hipertensió, aturada respiratòria i en casos extrems, amb dosis excessivament altes, o amb ús concomitant de depressors, la mort. L'antídot actual és un antagonista denominat flumazenil, que és administrat per metges i anestesistes exclusivament en l'àmbit hospitalari. En cas de sobredosi comunicar-se immediatament al servei d'urgències. Anteriorment, encara que ja no és recomanable, especialment en persones amb afeccions cardiovasculars, ja que podria ocasionar episodis greus, és útil l'ús de dosis calculades d'estimulants com anfetamina, entre uns altres, per revertir efectes que poguessin causar la mort com a depressió respiratòria.

## Reaccions adverses
El clonazepam actua de manera general com un depressor de les funcions del sistema nerviós central. Paral·lelament al seu efecte anticonvulsiu produeix cansament i feblesa no habituals, somnolència, relaxació de la musculatura, sensació de mareig, trastorns de l'equilibri, inseguretat motriu i dificultats en la coordinació psicomotora (atàxia), retard en els temps de reacció davant un estímul i deteriorament de les funcions cognitives (principalment amnèsia anterògrada i dificultats d'atenció i concentració).
Amb menor freqüència, es descriuen també efectes paradoxals (en el sentit que semblen apuntar en sentit contrari del perseguit efecte relaxant i ansiolític) tals com excitabilitat, nerviosisme, inquietud, comportament agressiu o hostil, estats de pànic, trastorns del somni, malsons, etc.
Els pacients geriàtrics i afeblits, nens i pacients amb trastorns hepàtics, són més sensibles a l'efecte de les benzodiazepines sobre el SNC.
El clonazepam, i tots els agents benzodiazepínics en general, tenen contraindicació parcial en casos de TDAH, ja que tendeixen a produir un efecte paradoxal en aquest grup de pacients, exacerbant els símptomes d'hiperactivitat i impulsivitat, a més del potencial efecte negatiu sobre l'atenció, la memòria de treball i les funcions executives en general.
És important recordar que és recomanable que el clonazepam ―així com qualsevol altra benzodiazepina― sigui consumit només per períodes curts (2 a 4 setmanes com a màxim) a causa del risc de generar tolerància i dependència física pel consum a llarg termini. Els possibles símptomes de la síndrome d'abstinència que probablement aparegui després de la retirada abrupte o descontinuació són: ansietat, pèrdua de la memòria, distorsió dels sentits, disforia i en rars casos psicosis i convulsions.

## Química

Un esquema de síntesi per a la producció de clonazepam